# Championnat du monde de motocross 2015
Navigation
Édition précédente Édition suivante
Le championnat du monde de motocross 2015 compte 18 Grand Prix dans les catégories MXGP et MX2.

## Grands Prix de la saison 2015

### MXGP et MX2
| Manche | Date              | Grand Prix                       | Lieu                                     | Classe | Course 1         | Course 2         | Vainqueur du Grand Prix |
| ------ | ----------------- | -------------------------------- | ---------------------------------------- | ------ | ---------------- | ---------------- | ----------------------- |
| 1      | 28 février 2015   | Grand prix du Qatar              | Lusail                                   | MXGP   | Maximilian Nagl  | Maximilian Nagl  | Maximilian Nagl         |
| 1      | 28 février 2015   | Grand prix du Qatar              | Lusail                                   | MX2    | Jeffrey Herlings | Jeffrey Herlings | Jeffrey Herlings        |
| 2      | 8 mars 2015       | Grand prix de Thaïlande          | Nakhonchaisri                            | MXGP   | Ryan Villopoto   | Antonio Cairoli  | Ryan Villopoto          |
| 2      | 8 mars 2015       | Grand prix de Thaïlande          | Nakhonchaisri                            | MX2    | Jeffrey Herlings | Jeffrey Herlings | Jeffrey Herlings        |
| 3      | 29 mars 2015      | Grand prix d'Argentine           | Neuquén                                  | MXGP   | Clément Desalle  | Maximilian Nagl  | Maximilian Nagl         |
| 3      | 29 mars 2015      | Grand prix d'Argentine           | Neuquén                                  | MX2    | Dylan Ferrandis  | Jeffrey Herlings | Dylan Ferrandis         |
| 4      | 19 avril 2015     | Grand prix du Trentin            | Pietramurata                             | MXGP   | Antonio Cairoli  | Maximilian Nagl  | Maximilian Nagl         |
| 4      | 19 avril 2015     | Grand prix du Trentin            | Pietramurata                             | MX2    | Jeffrey Herlings | Tim Gajser       | Tim Gajser              |
| 5      | 26 avril 2015     | Grand prix d'Europe              | Valkenswaard                             | MXGP   | Gautier Paulin   | Gautier Paulin   | Gautier Paulin          |
| 5      | 26 avril 2015     | Grand prix d'Europe              | Valkenswaard                             | MX2    | Jeffrey Herlings | Jeffrey Herlings | Jeffrey Herlings        |
| 6      | 10 mai 2015       | Grand prix d'Espagne             | Talavera de la Reina                     | MXGP   | Maximilian Nagl  | Antonio Cairoli  | Antonio Cairoli         |
| 6      | 10 mai 2015       | Grand prix d'Espagne             | Talavera de la Reina                     | MX2    | Jeffrey Herlings | Valentin Guillod | Valentin Guillod        |
| 7      | 24 mai 2015       | Grand prix de Grande-Bretagne    | Winchester                               | MXGP   | Antonio Cairoli  | Romain Febvre    | Antonio Cairoli         |
| 7      | 24 mai 2015       | Grand prix de Grande-Bretagne    | Winchester                               | MX2    | Jeffrey Herlings | Valentin Guillod | Valentin Guillod        |
| 8      | 31 mai 2015       | Grand prix de France             | Circuit de la Versenne Villars-sous-Écot | MXGP   | Antonio Cairoli  | Romain Febvre    | Romain Febvre           |
| 8      | 31 mai 2015       | Grand prix de France             | Circuit de la Versenne Villars-sous-Écot | MX2    | Jeffrey Herlings | Jeffrey Herlings | Jeffrey Herlings        |
| 9      | 14 juin 2015      | Grand prix d'Italie              | Maggiora                                 | MXGP   | Romain Febvre    | Kevin Strijbos   | Romain Febvre           |
| 9      | 14 juin 2015      | Grand prix d'Italie              | Maggiora                                 | MX2    | Aleksandr Tonkov | Jeffrey Herlings | Tim Gajser              |
| 10     | 21 juin 2015      | Grand prix d'Allemagne           | Teutschenthal                            | MXGP   | Romain Febvre    | Gautier Paulin   | Romain Febvre           |
| 10     | 21 juin 2015      | Grand prix d'Allemagne           | Teutschenthal                            | MX2    | Tim Gajser       | Max Anstie       | Tim Gajser              |
| 11     | 5 juillet 2015    | Grand prix de Suède              | Uddevalla                                | MXGP   | Romain Febvre    | Romain Febvre    | Romain Febvre           |
| 11     | 5 juillet 2015    | Grand prix de Suède              | Uddevalla                                | MX2    | Jeffrey Herlings | Tim Gajser       | Tim Gajser              |
| 12     | 12 juillet 2015   | Grand prix de Lettonie           | Ķegums                                   | MXGP   | Glenn Coldenhoff | Romain Febvre    | Glenn Coldenhoff        |
| 12     | 12 juillet 2015   | Grand prix de Lettonie           | Ķegums                                   | MX2    | Max Anstie       | Max Anstie       | Max Anstie              |
| 13     | 26 juillet 2015   | Grand prix de République tchèque | Loket                                    | MXGP   | Romain Febvre    | Romain Febvre    | Romain Febvre           |
| 13     | 26 juillet 2015   | Grand prix de République tchèque | Loket                                    | MX2    | Max Anstie       | Valentin Guillod | Valentin Guillod        |
| 14     | 2 août 2015       | Grand prix de Belgique           | Lommel                                   | MXGP   | Shaun Simpson    | Shaun Simpson    | Shaun Simpson           |
| 14     | 2 août 2015       | Grand prix de Belgique           | Lommel                                   | MX2    | Max Anstie       | Max Anstie       | Max Anstie              |
| 15     | 23 août 2015      | Grand prix de Lombardie          | Mantoue                                  | MXGP   | Romain Febvre    | Romain Febvre    | Romain Febvre           |
| 15     | 23 août 2015      | Grand prix de Lombardie          | Mantoue                                  | MX2    | Max Anstie       | Max Anstie       | Max Anstie              |
| 16     | 30 août 2015      | Grand prix des Pays-Bas          | TT Circuit Assen Assen                   | MXGP   | Shaun Simpson    | Romain Febvre    | Shaun Simpson           |
| 16     | 30 août 2015      | Grand prix des Pays-Bas          | TT Circuit Assen Assen                   | MX2    | Tim Gajser       | Max Anstie       | Tim Gajser              |
| 17     | 13 septembre 2015 | Grand prix du Mexique            | León                                     | MXGP   | Romain Febvre    | Romain Febvre    | Romain Febvre           |
| 17     | 13 septembre 2015 | Grand prix du Mexique            | León                                     | MX2    | Pauls Jonass     | Thomas Covington | Thomas Covington        |
| 18     | 20 septembre 2015 | Grand prix des États-Unis        | Glen Helen                               | MXGP   | Romain Febvre    | Josh Grant       | Romain Febvre           |
| 18     | 20 septembre 2015 | Grand prix des États-Unis        | Glen Helen                               | MX2    | Jessy Nelson     | Jessy Nelson     | Jessy Nelson            |

### WMX
Calendrier et classements du championnat du monde féminin par épreuves.
| Manche | Date            | Grand Prix                          | Lieu                | Course 1         | Course 2         | Vainqueur du Grand Prix |
| ------ | --------------- | ----------------------------------- | ------------------- | ---------------- | ---------------- | ----------------------- |
| 1      | 27 février 2015 | Grand prix du Qatar                 | Lusail              | Livia Lancelot   | Livia Lancelot   | Livia Lancelot          |
| 2      | 8 mars 2015     | Grand prix de Thaïlande             | Nakhonchaisri       | Kiara Fontanesi  | Kiara Fontanesi  | Kiara Fontanesi         |
| 3      | 24 mai 2015     | Grand prix de Grande-Bretagne       | Matterley Basin     | Livia Lancelot   | Livia Lancelot   | Livia Lancelot          |
| 4      | 5 juin 2015     | Grand prix de France                | Saint Jean d'Angély | Livia Lancelot   | Kiara Fontanesi  | Kiara Fontanesi         |
| 5      | 21 juin 2015    | Grand prix d'Allemagne              | Teutschenthal       | Kiara Fontanesi  | Kiara Fontanesi  | Kiara Fontanesi         |
| 6      | 7 août 2015     | Grand prix de la République Tchèque | Loket               | Nancy Van De Ven | Nancy Van De Ven | Nancy Van De Ven        |

## Classement des pilotes

### MXGP
Classement du championnat du monde de motocross en catégorie MXGP.
| Pos. | Pilote              | Pays            | Constructeur | Nbre de Victoires | Nbre de Podiums | Points |
| ---- | ------------------- | --------------- | ------------ | ----------------- | --------------- | ------ |
| 1    | Romain Febvre       | France          | Yamaha       | 8                 | 13              | 735    |
| 2    | Gautier Paulin      | France          |              | 1                 | 5               | 592    |
| 3    | Evgeny Bobryshev    | Russie          |              | 0                 | 4               | 567    |
| 4    | Shaun Simpson       | Grande-Bretagne |              | 2                 | 3               | 481    |
| 5    | Jeremy Van Horebeek | Belgique        |              | 0                 | 2               | 449    |
| 6    | Maximilian Nagl     | Allemagne       |              | 3                 | 5               | 442    |
| 7    | Antonio Cairoli     | Italie          |              | 2                 | 6               | 432    |
| 8    | Glenn Coldenhoff    | Pays-Bas        |              | 1                 | 2               | 423    |
| 9    | Todd Waters         | Australie       |              | 0                 | 1               | 354    |
| 10   | Clément Desalle     | Belgique        |              | 0                 | 7               | 331    |

### MX2
Classement du championnat du monde de motocross en catégorie MX2.
| Pos. | Pilote           | Pays            | Constructeur | Nbre de Victoires | Nbre de Podiums | Points |
| ---- | ---------------- | --------------- | ------------ | ----------------- | --------------- | ------ |
| 1    | Tim Gajser       | Slovénie        | Honda        | 5                 | 8               | 589    |
| 2    | Pauls Jonass     | Lettonie        | KTM          | 0                 | 6               | 564    |
| 3    | Max Anstie       | Grande-Bretagne | -            | 3                 | 5               | 537    |
| 4    | Valentin Guillod | Suisse          | -            | 3                 | 6               | 511    |
| 5    | Jeremy Seewer    | Suisse          | -            | 0                 | 3               | 496    |
| 6    | Julien Lieber    | Belgique        | -            | 0                 | 1               | 430    |
| 7    | Jeffrey Herlings | Pays-Bas        | -            | 4                 | 8               | 423    |
| 8    | Jordi Tixier     | France          | -            | 0                 | 6               | 393    |
| 9    | Benoit Paturel   | France          | -            | 0                 | 1               | 376    |
| 10   | Petar Petrov     | Bulgarie        | -            | 0                 | 1               | 324    |

### WMX
Classement du championnat du monde de motocross en catégorie WMX correspondant à l'équivalent féminin du MXGP.
| Pos. | Pilote              | Pays      | Constructeur | Nbre de Victoires | Nbre de Podiums | Points |
| ---- | ------------------- | --------- | ------------ | ----------------- | --------------- | ------ |
| 1    | Kiara Fontanesi     | Italie    | Honda        | 3                 | 5               | 260    |
| 2    | Livia Lancelot      | France    | -            | 2                 | 4               | 242    |
| 3    | Nancy Van De Ven    | Pays-Bas  | -            | 1                 | 3               | 229    |
| 4    | Amandine Verstappen | Belgique  | -            | 0                 | 1               | 176    |
| 5    | Genette Vaage       | Norvège   | -            | 0                 | 0               | 150    |
| 6    | Justine Charroux    | France    | -            | 0                 | 0               | 147    |
| 7    | Francesca Nocera    | Italie    | -            | 0                 | 0               | 127    |
| 8    | Virginie Germond    | Suisse    | -            | 0                 | 0               | 104    |
| 9    | Madison Brown       | Australie | -            | 0                 | 1               | 99     |
| 10   | Marianne Veenstra   | Pays-Bas  | -            | 0                 | 0               | 92     |